# Грб Буркине Фасо
Грб Буркине Фасо је званични хералдички симбол афричке државе Буркине Фасо. Грб је усвојен 1997. године.

## Опис
Грб се састоји од штита базираног на застави Буркине Фасо. Изнад шита је бела трака са именом државе, а испод такође трака са мотоом Буркине Фасо
(Unité,Progrès,Justice)тј. Јединство, Напредак, Правда.Држачи ових натписа су два црна копља, а држачи штита су два бела коња.

## Галерија
- Државни грб 
1984—1997